# Heodes intermedia
Heodes intermedia är en fjärilsart som beskrevs av Stefanelli 1874. Heodes intermedia ingår i släktet Heodes och familjen juvelvingar. Inga underarter finns listade i Catalogue of Life.